# Pedro Ribeiro de Sousa Resende

Armas do segundo barão de Valença.

Pedro Ribeiro de Sousa Resende, segundo barão de Valença, (Rio de Janeiro, 4 de janeiro de 1839 – Rio de Janeiro, 9 de novembro de 1894) foi um fazendeiro e militar brasileiro, tendo atuado como voluntário na Guerra do Paraguai como oficial da Artilharia.

## Biografia
Em 1854, assentou praça no Corpo de Artilharia, fazendo seus estudos em São João Del Rei. Em 1861 bacharelou-se como engenheiro civil e militar, na antiga “Escola Central do Rio de Janeiro”. Tendo atingido a patente de Primeiro Tenente, deixou a carreira militar para dedicar-se à agricultura. Serviu como voluntário na Guerra do Paraguai, no posto de major de artilharia, participando de diversas batalhas, destacando-se na de 24 de maio. Tendo contraído cólera, deixou os campos de batalha, retornando ao Rio de Janeiro.

## Genealogia
- Ascendência: Era filho do Marquês de Valença e de Ilídia Mafalda de Sousa Queirós; neto paterno do Coronel Severino Ribeiro (de família lisboeta) e de Josefa Maria de Resende; por esta, bisneto de João de Resende Costa e de Helena Maria de Jesus, a “Terceira Ilhoa”.
- Descendência: Casou-se, em 5 de maio de 1873, com Justina Emerich,[2] nascida a 20 de dezembro de 1853, em Porto Alegre e falecida a 5 de outubro de 1881, em Paris, filha do major Maximiliano Emerich, oficial do exército alemão e lente da Escola Militar do Rio de Janeiro, e de Agnes Ana Camila Wolffram, originária de Breslau, na Silésia. Deste casamento houve:[2]
  - Maria Justina de Sousa Resende c.c. o Conde de Serra Negra;
  - Maximiliano Alberto de Sousa Resende c.c. Virgínia de Paula Sousa;
  - Estêvão Emerich de Sousa Resende c.c. Vitória de Almeida Lima;
  - Ernesto Ribeiro de Sousa Resende c.c Palmira Van Erven.

## Títulos nobiliárquicos
Moço fidalgo, recebeu o grau de cavaleiro da Imperial Ordem de Cristo. Criado barão por decreto de 17 de junho de 1882.

## Brasão de Armas
Escudo ibérico esquartelado 
- o primeiro e o quarto: de blau com um leopardo rampante de argente, armado de jalde, e chefe do mesmo carregado de três estrelas de goles alinhadas - Armas de Damião Dias da Ribeira;
- o segundo também esquartelado, sendo o primeiro e o quarto de argente, com cinco escudetes de blau postos em cruz, cada escudete carregado de cinco besantes do primeiro esmalte, postos em sautor; o segundo e o terceiro de argente, e com um leão de púrpura – Armas dos Sousas do Prado;
- o terceiro de jalde, com duas cabras de sable, gotadas do campo e passantes, uma sobre a outra - Armas dos Resendes. Coronel de barão.
- Timbre: o leopardo das armas, com uma estrela de goles na espádua; e por diferença, uma brica de blau com um lírio de jalde. (Brasão passado em 27 de Junho de 1870. Reg. no Cartório da Nobreza,Liv.VI,fls.108)